# Agathodes integralis
Agathodes integralis là một loài bướm đêm trong họ Crambidae.